# Notholaena
Notholaena este un gen de ferigi din familia Adiantaceae.
Specii
- Notholaena standleyi
- Notholaena grayi
- Notholaena bryopoda
- Notholaena marantae